# Critias (diálogo)

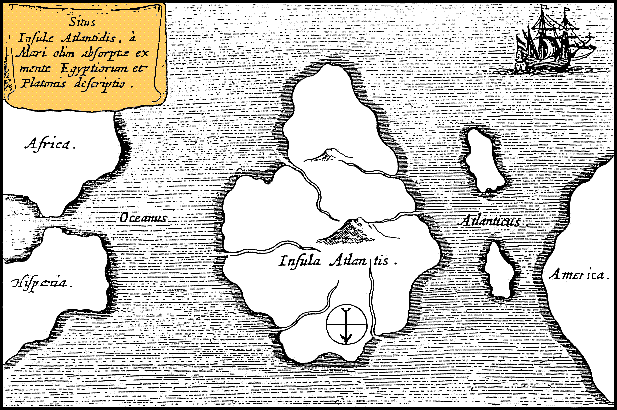
La Atlántida que Platón describe en Critias y en Timeo. Situs Insulae Atlantidis, a mari olim absorpte ex mente Aegyptiorum et Platonis descriptio, mapa de Athanasius Kircher (c. 1669).

Critias (Κριτίας) o La Atlántida (Ἀτλαντικός) es uno de los últimos diálogos de Platón. Parece ser una continuación de La República y el Timeo, es de carácter inconcluso y su contenido describe la guerra entre la Atenas prehelénica y la Atlántida, hipotético imperio occidental e isla misteriosa descrita por el sofista Critias. Este sostiene que la Atlántida existió en una época muy remota, y la sitúa «más allá de las columnas de Heracles». Dicha isla mitológica fue tragada por el mar y se perdió para siempre.

## Contenido
El contenido del diálogo inconcluso remite a la geografía y organización política de las fuerzas enfrentadas, siendo evidente en el caso de Atenas, no así la Atlántida, objeto de múltiples hipótesis a lo largo de la historia. En un intento de aprehender su oculta verificabilidad y eterno hermetismo se han dilucidado planteamientos que van desde la consideración aproximada a la literalidad de Platón hasta la ubicación más variada, llegándose inclusive a considerar la existencia de múltiples Atlántidas. Sin excluir por ello la crítica fundamentada en juzgar la obra recopilada por Solón un producto del simbolismo, la mitología, o la proyección histórica del mundo de las ideas de su autor.
Desde este último posicionamiento es interesante entrever, tal y como hace explícito J. O. Thompson, la interpretación que realiza Platón de la constitución ateniense atribuyéndosela a la Atenas prehelénica. Del mismo modo procedería con las correspondientes lacedemonia o persa, fuente desde la que nos describiría la Atlántida.

## Autenticidad
Debido a la estrecha unión del Critias con el Timeo, su autenticidad no se ha puesto en duda, considerándose cronológicamente posterior, y sugiriendo como teoría explicativa de su abrupta interrupción el inicio de su siguiente diálogo, Leyes, o bien a su carácter intencional.

## ElCritiascomo exposición platónica de la historia
A la similitud del orden político expresado en el Timeo y el Critias con La República, es resaltable justamente por todo lo contrario el contraste existente entre el presente diálogo y otro de los diálogos de Platón, El Político.
Siguiendo inicialmente a H. Herter y K. Gaiser respecto de la relación existente entre la Atenas prehelénica y El Político, se pueden establecer las siguientes diferencias:
- En el Político se habla de una Atenas ubicada mitológicamente en la época de Crono, donde el género humano convive bajo la guía directa de los dioses. El final de dicha pincelada histórica culmina con un cataclismo de carácter universal que modifica la naturaleza del Cosmos.
- En el Critias también se alude a una Atenas primigenia, sin embargo Platón la sitúa a posteriori, es decir, en el periodo de Zeus, o época históricamente consecutiva al derrocamiento de Crono por Zeus, su hijo. El género humano ya no se encuentra tutelado por la cohorte divina sino bajo la guía del Estado ateniense, que construye el gobierno de los filósofos. El final tampoco será de carácter universal dado que tras el cataclismo se menciona la continuidad histórica de Egipto en el Timeo.

En conclusión, comparando los datos establecidos y teniendo en cuenta los planteamientos filosófico-históricos de Platón, se deduce que:

Hay un avance progresivo de la disolución en el mundo y un alejamiento cada vez mayor del orden y la unidad... cada periodo histórico es una imitación del anterior y de la misma manera reflejo cada vez más imperfecto de la inmutabilidad del mundo ideal.
Francisco Lisi, Introducción.

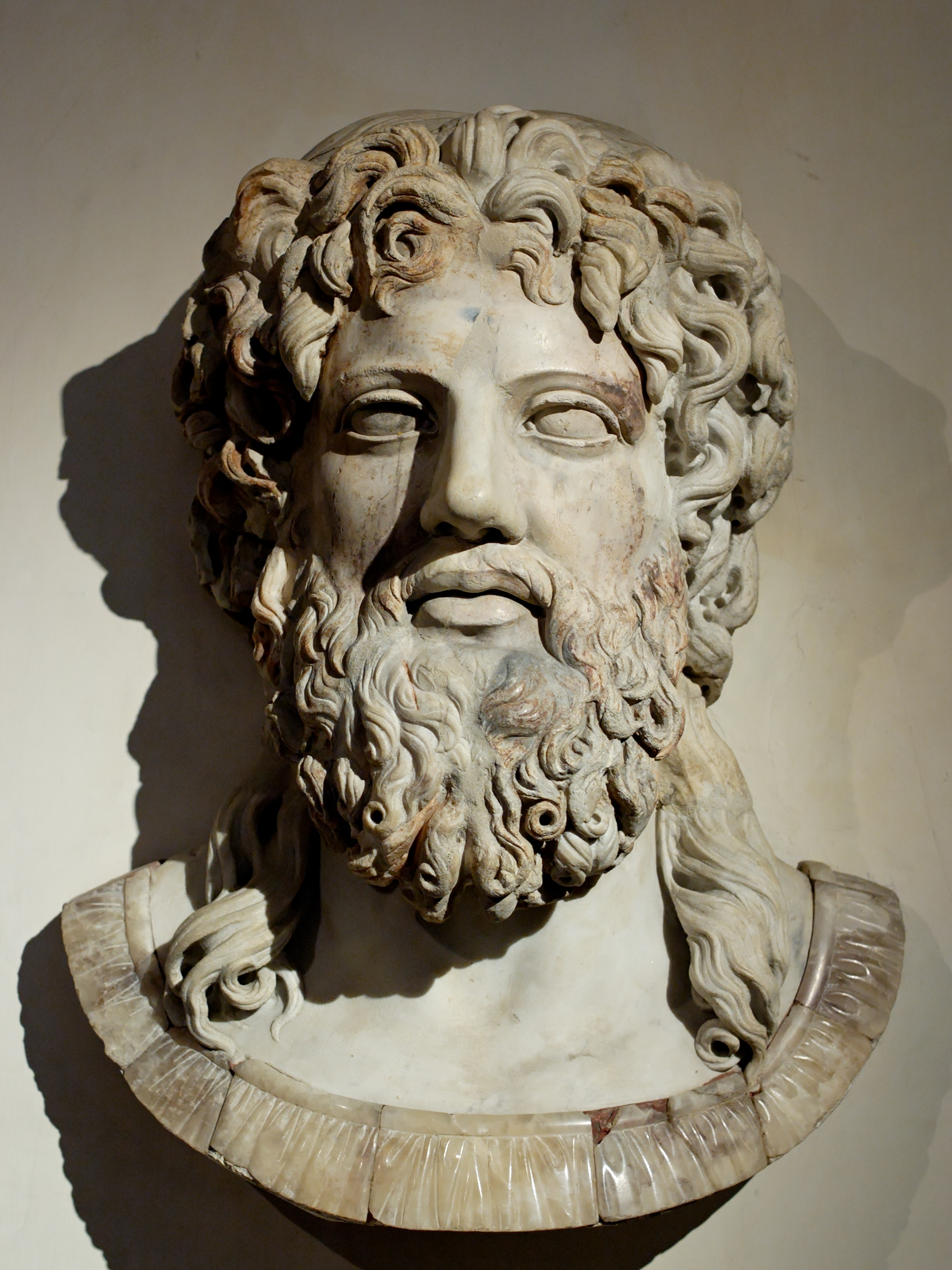
Zeus.

Esta decadencia solamente es interrumpida por el Demiurgo, justo en el momento en que el Universo se disuelve en la polaridad opuesta a la Unidad, es decir, en la Diferencia.
Con lo que Platón nos está queriendo decir que existen dos ciclos históricos diferentes:
- Uno sería realmente ahistórico, pues reflejaría el mundo de las Ideas al plantear la convivencia divina y humana, siendo esta última lo más cercana posible a la unicidad ideal y, por tanto, a la ausencia real de la necesidad del devenir. Hablaría entonces de la época de Crono en el Político.
- El segundo ciclo sería justamente lo contrario. La ruptura del mundo prístino de las Ideas y la aparición de la historia tal y como la conocemos, en un progresivo alejamiento del orden y en un abandono de toda organización social en que los bienes eran propiedad común y se hacía innecesaria cualquier forma de Estado (Leyes). De ahí el origen consecuente de un gobierno, cuya presencia no era requerible cuando los dioses tutelaban a los hombres. El Critias y el periodo de Zeus se situarían al inicio de este segundo ciclo.

Por lo tanto, en la elaboración del Critias concurren dos elementos de fondo que fundamentan su historia:
- El uso de algunos elementos de la mitología griega.[7]
- Introducción de las bases histórico-político-filosóficas de la teoría de Platón.

## Manuscritos
La tradición manuscrita, es decir, las fuentes primarias desde las que nos podemos remontar a los textos originales, remite al Parisinus Graecus 1807 [A] como manuscrito principal del Critias.
Sin embargo, el Vindobonensis 55 [F] contiene lecciones interesantes, mientras que el Vaticanus 228 y el Venetus 184 son tan solo variantes de relevancia.

## Personajes
Además de Sócrates intervienen Timeo, Critias y Hermócrates.

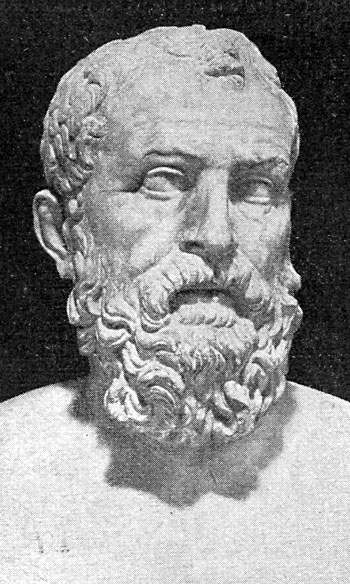
Solón.

- Timeo: la única información auténtica de la que se dispone la proporciona el diálogo inmediatamente anterior, el Timeo, que como sabemos constituye un binomio literario con el presente Critias.[8] En él se alude a un destacado ciudadano de Locri que aúna dominio en política y filosofía, destacando sobre todo en astronomía y cosmología.[9] Se deduce de su origen italiano una afiliación filosófica con el oeste.

- Critias: las referencias a su edad muestran que realmente se trataba del abuelo de Platón.[8] Como sabemos por el Timeo, Platón es la única autoridad sobre el relato del imperio Atlántida. Este se origina en los sacerdotes egipcios de los cuales lo aprenderá Solón, quien a su vez lo narra a su contemporáneo Critias, el cual, con noventa años, lo repetirá en presencia de su nieto, el narrador del Timeo-Critias, contando por entonces alrededor de diez años.[10]

- Hermócrates: es identificable con el general siracusano, elogiado por Tucídides, quien anticipó y derrotó la invasión ateniense contra Sicilia. Fue suegro de Dionisio II.[8]

## Estructura y desarrollo
Se constatan cuatro partes bien definidas:

### I. Introducción (106a-109a)

#### Dificultades del objeto de exposición (106a-108a)
Tras finalizar Timeo su discurso previo, y tras invocar al Dios «que acaba de nacer en nuestro relato», cede a Critias el turno de su exposición, no sin antes aludir a la ciencia como instrumento de toda correcta disertación. Sin embargo, Critias solicita a Sócrates mayor benevolencia pues el paso de lo divino a lo humano, así como su dificultad intrínseca, entrañan un incremento en el juicio del auditorio, al estar más familiarizado.

#### Invocación de Critias a Mnemósine (108a-d)
La concesión socrática irá acompañada de la toma de conciencia respecto de la alta consideración otorgada previamente a Timeo. Critias invoca entonces a diversos dioses, entre ellos Apolo, las Musas y, especialmente, a la madre de todas ellas, Mnemósine, diosa del recuerdo y la memoria.

#### Resumen introductorio (108e-109a)
Tras recordar que el tiempo transcurrido desde que estalló la guerra entre la Atenas primigenia y el imperio Atlántida fue de 9000 años, Critias anuncia su descripción de los órdenes políticos imperantes entonces en ambas fuerzas enfrentadas, comenzando por Ática.

### II. Descripción del orden político deAtenas(109b-112b)

#### Atribución deÁticaaAteneayHefesto(109b-110c)

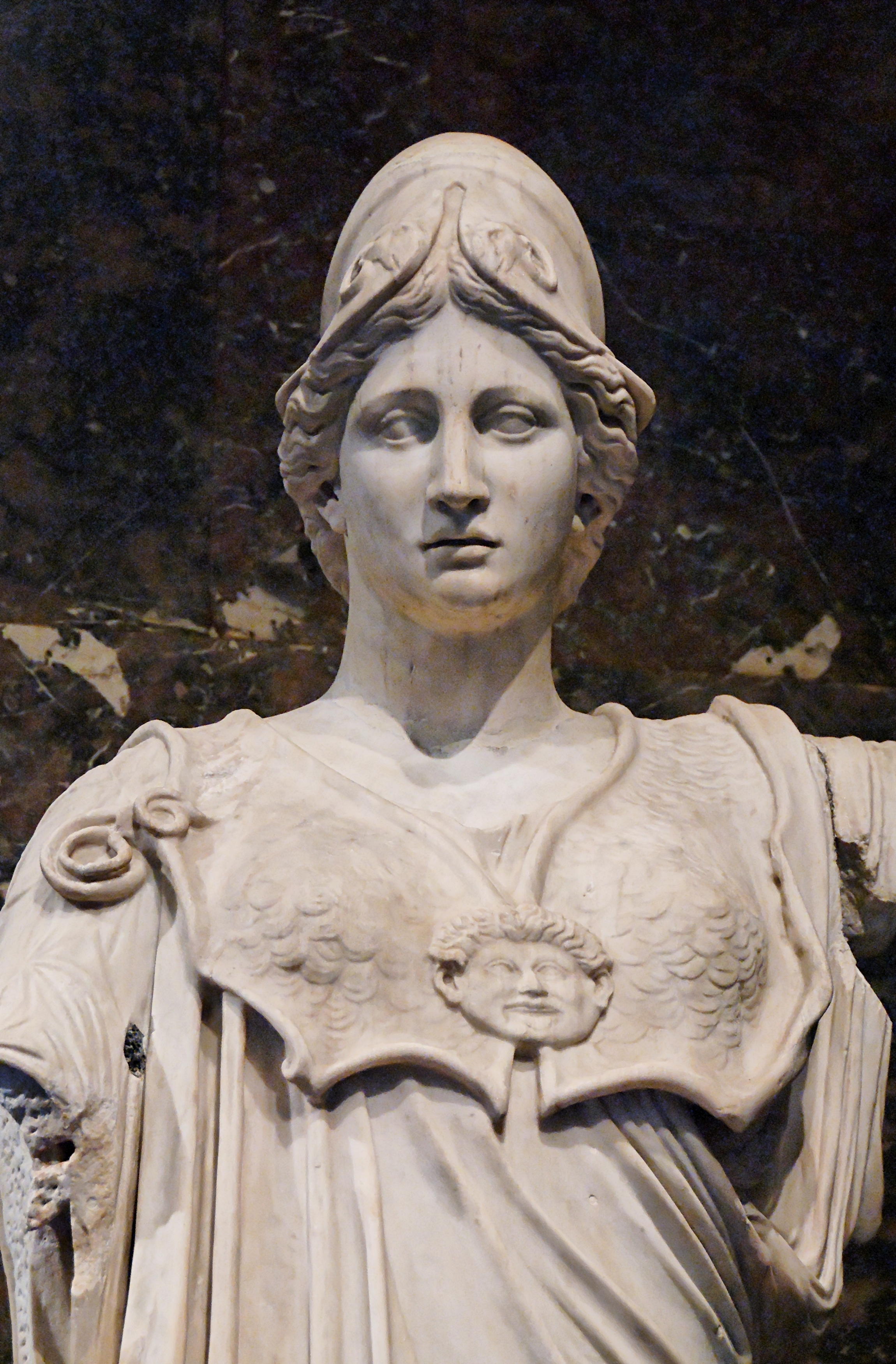
Atenea.

En una ocasión, los dioses distribuyeron por medio de la suerte de la justicia todas las regiones de la tierra, ante la disyuntiva previa de saber lo que le convenía a cada uno pero no querer recurrir a la apropiación a través de la disputa. Tras la adjudicación y la correspondiente ocupación «nos criaban como sus rebaños y animales», actuando «sobre el alma por medio de la convicción como si fuera un timón, según su propia intención, y así conducían y gobernaban todo ser mortal». 
Hefesto y Atenea recibieron ambos la región de Ática, apropiada a la virtud e inteligencia por naturaleza, implantando el orden constitucional en el alma de hombres buenos (lo cual ratificaría que nos hallamos ante el germen de una nueva sociedad tutelada a sí misma, sin la intervención directa de los dioses).
La tradición de dicha humanidad primigenia se ha perdido debido a la destrucción paulatina de sus herederos y al tiempo transcurrido, conservándose sus nombres sin sus hechos correlativos, tal y como fueron nombrados por los sacerdotes a Solón: Cécrope, Erecteo, Erictonio, Erisictón.

#### Descripción geográfica (110c-111d)
Esta región la habitaban ciudadanos que se dedicaban a la agricultura y a la artesanía, y separados de ellos, según el deseo de los hombres divinos, estaban los guerreros, que vivían organizados socialmente de tal modo que los bienes eran propiedad común y se hacía innecesaria cualquier forma de Estado.
Sus fronteras geográficas alcanzaban el Istmo y, en el resto de tierra firme, hasta las cumbres del Citerón y el Parnés, bajando el límite con la Oropía a la derecha y bordeando a la izquierda el Asopo desde el mar.
Destacaba además por la gran calidad de la tierra así como por la consecuente cantidad en su producción agrícola y ganadera.
Entonces, cuando aún la tierra no se había erosionado a partir de las múltiples inundaciones acaecidas a lo largo de los 9000 años transcurridos (con lo que Critias presupone nuevas inundaciones añadidas tras el hundimiento de la Atenas primigenia, tal y como se relata en Timeo (25c-d), se podían vislumbrar montañas coronadas de extensos bosques y altos árboles de gran utilidad. También las llanuras resaltaban por la feracidad de su tierra, y debido precisamente a ella, el rico caudal de agua con el que Zeus proveía anualmente a toda la región quedaba almacenado, de tal modo que canalizándose desde las alturas a las diversas cavidades subterráneas servía de fuente a manantiales y ríos, tal y como atestiguan los lugares sagrados que han perdurado desde entonces.

#### La ciudad (111e-112e)
En aquel entonces, la acrópolis (o sitio más alto y fortificado de las ciudades griegas) se caracterizaba por estar cubierta de tierra y en ser llana en su parte superior, a diferencia de su estado actual, totalmente erosionado y al descubierto debido a los dos diluvios acaecidos tras la destrucción de la Atenas primitiva (el de Deucalión y otro anterior).

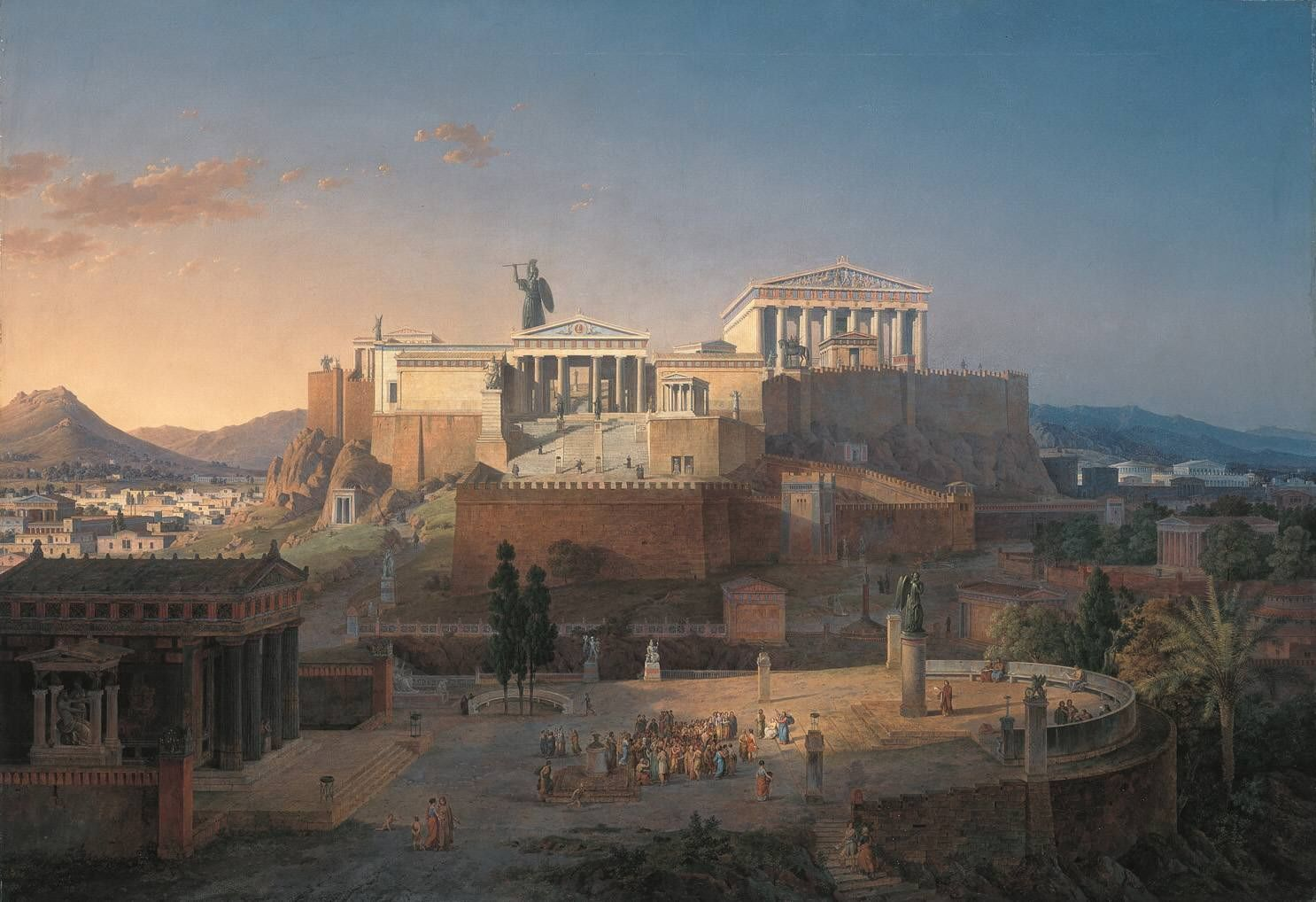
Acrópolis.

Su tamaño «alcanzaba hasta el Erídano y el Iliso e incluía en su interior la colina Pnyx con la colina Licabeto como límite del lado opuesto del Pnix».
Campesinos y artesanos se ubicaban circundando la ladera exterior a fin de labrar la proximidad de los campos, mientras el estamento de los guerreros se hallaba en la parte norte de la acrópolis, alrededor del templo de Atenea y Hefesto.
Toda construcción de la república común se caracterizaba por la ausencia de oro y plata, dado lo innecesario de su uso al pretender la búsqueda de la virtud en el término medio que separa la prepotencia de la pusilanimidad. Las casas en las que habitaban hallaban el orden y la semejanza de estado entre sus inmediatos descendientes.
Al sur de la acrópolis, reservada para su ocupación estival, se hallaban jardines, gimnasios y lugares para la comida común.
Se caracterizaba también el lugar por una fuente que proporcionaba tanto abundancia como templanza independientemente de la estación en la que se recurriese a su uso, y de la que sólo permanecen pequeños manantiales.
Sus habitantes cuidaban de sus conciudadanos y el resto de los griegos les consideraban sus guías por atribución propia, limitando constantemente el número de hombres y mujeres adultos al de veinte mil.
Siendo esto así, resonaban los ecos de su afamada belleza corporal y de la excelencia de sus almas por toda Europa y Asia, no hallándose ejemplo semejante en aquel tiempo distante.

### III. El imperio Atlántida (113a-120d)

#### De por qué la utilización de nombres griegos para los atlantes (113a-b)
El motivo de una denominación griega para un país bárbaro tiene su origen en la supuesta investigación que realizó Solón sobre el significado de los nombres con el fin de utilizar el relato en su obra poética. Tras descubrir la traducción efectuada por los antiguos egipcios a su propia lengua, él hizo lo mismo con respecto a la griega.
(Critias finaliza su introducción mencionando que los documentos escritos sobre los que fundamenta su discurso  se hallaban en su propiedad en el momento de la exposición y agrega que se había ocupado de su estudio desde su infancia.)

#### Descripción geográfica, asignación a Poseidón (113a-115c)

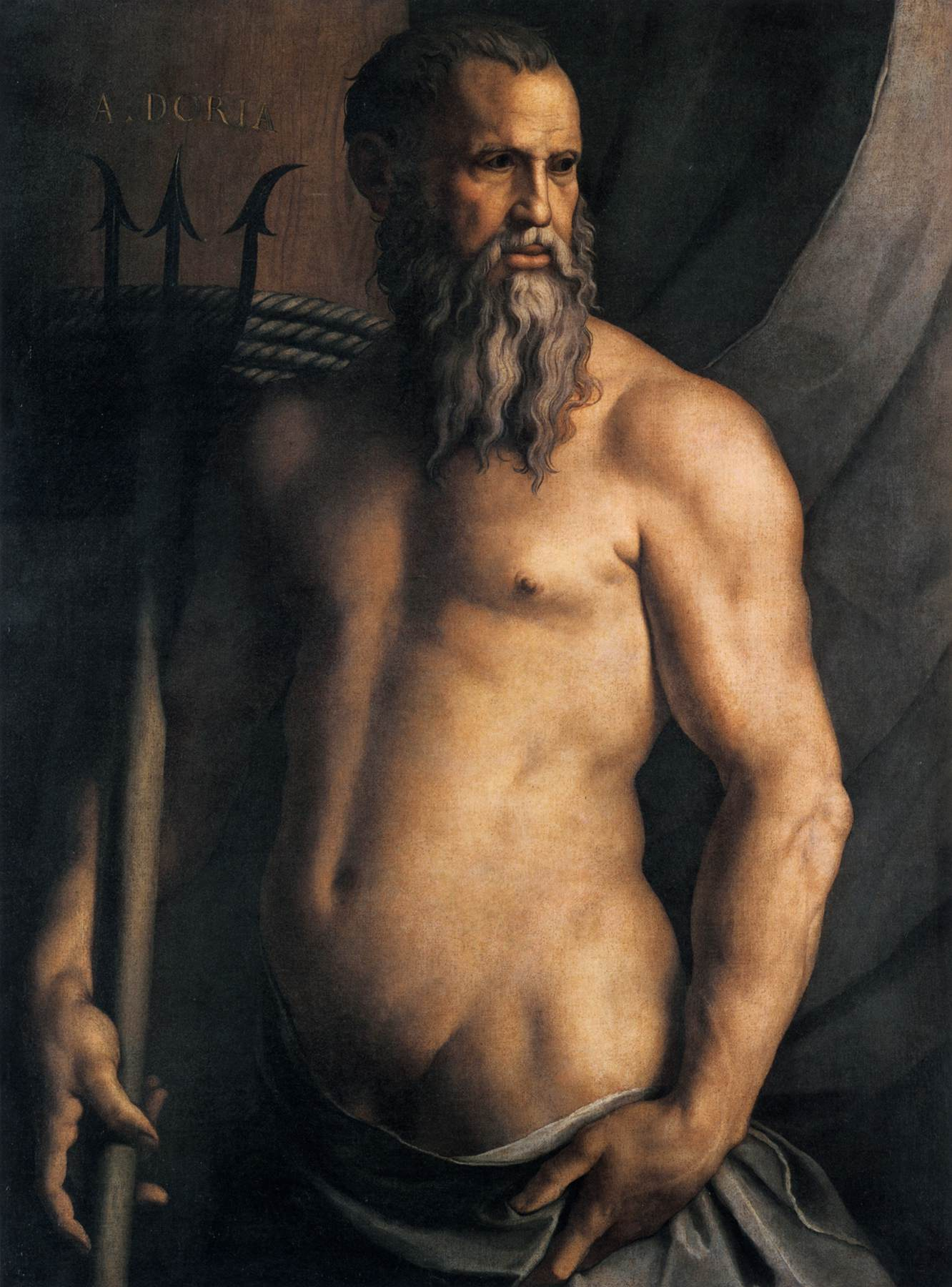
Andrea Doria retratado como Neptuno por Bronzino (entre 1550 y 1555), Pinacoteca di Brera.

Será Poseidón en quien recaiga la adquisición de la isla de Atlántida, poblándola de su unión con una mujer mortal, Clito.

##### Descripción de la Atlántida
El centro de la isla se caracterizaba por la presencia de la más bella llanura dirigida al mar. Su centro, a su vez, era ocupado por una llana montaña distante cincuenta estadios del océano. Habitaban en ella Evenor, hombre nacido de la tierra, y Leucipe, su mujer, de los que nació su única hija, Clito.
Al crecer y disponer en edad la posibilidad de encontrar pretendiente, sus padres fallecieron. Es en dicha ocasión cuando Poseidón la desea, uniéndose a ella y preservándola de los hombres del mundo exterior por la creación de anillos alternos de tierra y mar que la aislaran en la colina central en la que se hallaba.
En concreto, y partiendo siempre de la sede central, se contabilizaban en número tres anillos de mar alternando concéntricamente con otros dos de tierra, de menor a mayor dimensión, y todos creados a idéntica distancia, se tomara como punto de referencia el que se quisiese.
Por entonces, la navegación era aún inexistente.
Haciendo uso de su condición divina, organizó la recién creada isla central a partir de dos manantiales de agua caliente y fría que hizo emerger del subsuelo, y por la diversidad de alimentos que dispuso a partir de la fecunda tierra.
Encontrándose todo dispuesto de esta manera, engendró «cinco generaciones de gemelos varones», dividiendo consecutivamente la isla entera de la Atlántida en diez partes, y entregando al primogénito el hogar materno así como la parte que se hallaba ligada a él, la mayor y mejor de todas ellas, para finalmente nombrarle rey.
A los restantes de sus hermanos se les distribuyó el gobierno de todas las demás parcelas de tierra, siendo en gran número tanto los hombres gobernados como la extensión de cada región asignada.

##### Nombres

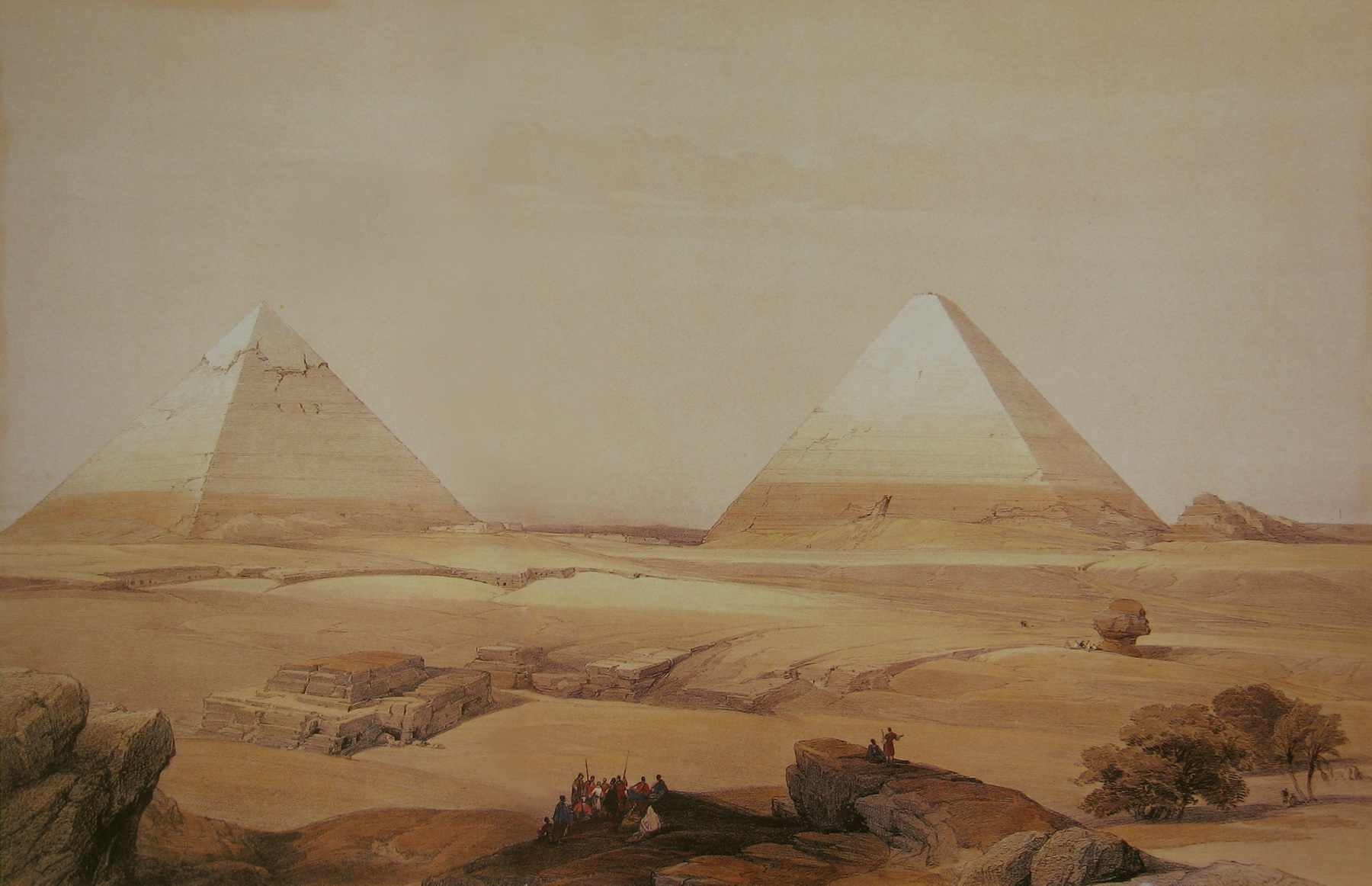
Pirámides de Egipto, litografía de David Roberts (1796-1864). Alcance del imperio Atlántida en su extremo oriental.

Los nombres asignados a las cinco generaciones de gemelos varones fueron los siguientes:
1. Al primogénito, que se convirtió en rey, Poseidón lo llamó Atlante o Atlas, del cual derivarán tanto la denominación de la isla, Atlántida, como la del océano que la circunda, Atlántico.[13] Al gemelo del anterior, nacido en segundo lugar, le llamó en griego Eumelo, Gadiro como nombre original. Gobernaba el extremo de la isla que se extiende desde las Columnas de Heracles hasta la región denominada por derivación de su propio nombre Gadírica.
2. Al siguiente par de gemelos nacidos por orden de sucesión los llamó Anferes y Evemo.
3. A los terceros, y también por orden de nacimiento, los nombró Mneseo y Autóctono.
4. Al cuarto par de gemelos, les puso los nombres de Elasipo y Méstor.
5. Y, al último par de hermanos, Azaes y Diáprepes.

Tanto ellos como sus descendientes gobernaron y enriquecieron todo el imperio, perviviendo largo tiempo después, y llegando a extender sus dominios a otras islas atlánticas hasta llegar en su extremo oriental a Egipto y Etruria.
En la numerosa estirpe de Atlas siempre se transmitía la monarquía desde el representante más anciano al mayor en la línea sucesoria, permitiendo así su preservación a lo largo del tiempo.

##### Riquezas
La riqueza era de tal cuantía y excelencia que ni hubo ni será fácil hallar en el futuro reinado alguno que lo supere en abundancia. No solamente se proveían gracias a la extensión de su imperio sino que también hallaban suficiencia en la fertilidad y fecundidad de la isla.
Se caracterizaba de este modo tanto la minería, que extraía con facilidad todo aquel material que fuera tanto sólido como fusible, incluyendo el oricalco, por entonces el más valioso de todos ellos, además del oro, como la frondosidad de los bosques, que proporcionaban lo necesario tanto a los carpinteros como a las necesidades de cualquier animal que los habitara.

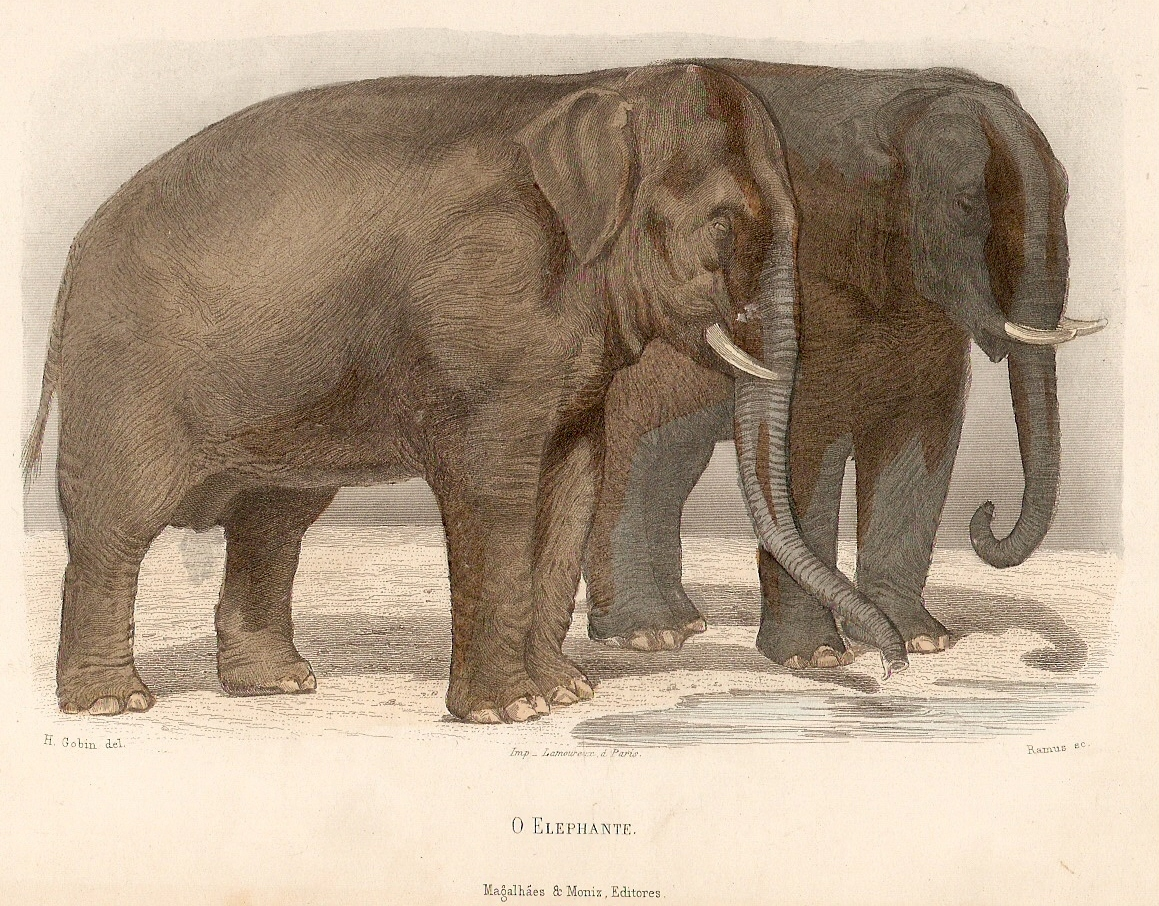
El elefante como animal más numeroso en la Atlántida.

Idéntica alusión se podía efectuar si mencionáramos la espesura y disponibilidad de los pantanos, lagunas y ríos, así como de las montañas y llanuras.
En todos los emplazamientos, y debido a ello, resaltaba en número la raza de los elefantes, al ser el animal más grande y el que en mayor medida se alimenta.
Todo lo fragante era bien representado por la naturaleza: raíces, follaje, madera, jugos florales o frutales destilados.
También legumbres y toda bebida, comida o aceites de origen vegetal, así como el fruto de los árboles frutales, y aquellos postres con los que tratamos de aliviar el alma del enfermo.
Era «la isla divina», la que por entonces se hallaba bajo el sol, la que generaba todo ello en belleza y demasía.

#### La acrópolis (115c-117e)
La disposición de la acrópolis, su ciudad principal, así como la de sus alrededores y el resto de la región sería como sigue.
En primera instancia, y a fin de comunicar el palacio real de la metrópoli con el océano, levantaron diversos puentes que salvaban las distancias creadas por los circundantes anillos de mar. Ubicarían desde el principio dicho palacio en el edificio de Poseidón y de sus progenitores.
Posteriormente, y en este caso desde el extremo opuesto, es decir, a partir del mar, cavarían un extenso canal en dirección a la metrópoli, cuyas medidas serían las siguientes:
1. Trescientos pies de ancho.
2. Cien pies de profundidad.
3. Cincuenta estadios de distancia hasta el primer anillo exterior de mar, es decir, el más ancho.

A modo de desembocadura, la entrada del océano al canal semejaba a un puerto, donde podían acceder hasta los barcos de mayor tamaño.

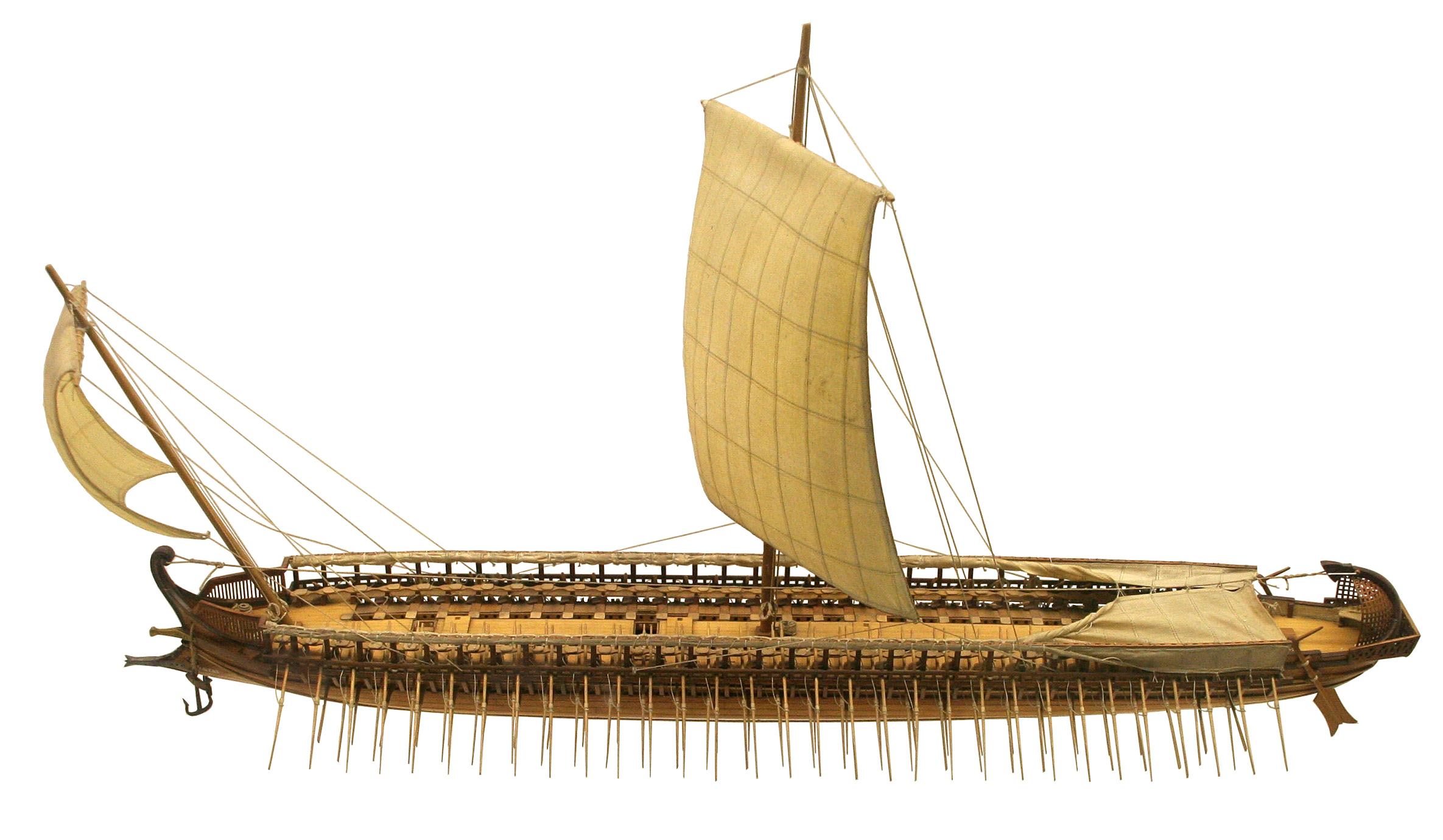
Trirreme griego.

Continuando en la misma dirección establecida por la línea que une el canal con los puentes inicialmente levantados, procederían a su vez a la apertura de los dos anillos de tierra circundante que alternaban con los tres de mar. La cuantía de dicha operación quedó establecida por el tamaño de un trirreme, siendo después cubierta la parte superior al alcanzar una altura mayor a la del nivel del mar.
Las medidas respectivas de los cinco anillos y la isla central eran las siguientes:
1. Los dos anillos mayores, tanto el de mar como el de tierra, medían tres estadios de ancho.
2. El siguiente par de anillos menores medían ambos dos estadios de ancho.
3. El último de los anillos un estadio.
4. Y la isla central cinco estadios de diámetro.

El primer anillo mayor de mar fue anegado del agua oceánica a través de un canal.
En total, y contabilizando tanto la isla central como la porción de tierra colindante con el Atlántico, fueron siete las subdivisiones circulares en que quedó distribuida esta región de la Atlántida.
Una muralla de piedras rodeaba la isla central, la zona anillada y el puente, el cual medía cien pies de anchura, añadiéndose torres y puertas a cada lado de los puentes en los pasajes del mar. La piedra fue extraída tanto del interior de la isla como de los terrenos anillados, siendo ésta de color blanco, negro y rojo. Tras dicha extracción levantaron dársenas huecas dobles en su interior siendo su techo de idéntico material. Existían casas de elaboración simple, mientras que otras resaltaban por su belleza y colorido, además de invitar al esparcimiento, al haberse incluido como material de revestimiento el mosaico tricolor de dicho mineral.
Dispusieron a su vez el recubrimiento de las murallas en toda su extensión, diferenciándose unas de otras por el material empleado:
1. Sobre la muralla del anillo exterior aplicaron cobre.
2. Sobre la del anillo interior casiterita.
3. Y sobre la muralla que circundaba la acrópolis oricalco, al incluir entre sus propiedades el fulgor y la brillantez de la divinidad.

##### El palacio
La disposición del palacio en el interior de la acrópolis puede ser descrita del siguiente modo:
En el centro se hallaba el templo de Clito y Poseidón, rodeado de una valla de oro e inaccesible a quien quisiera adentrarse en él. Se consideraba el lugar donde fue originado y engendrado todo el linaje real, siendo que anualmente se enviaban como tributo y ofrenda desde las diez regiones del imperio los frutos de la estación.

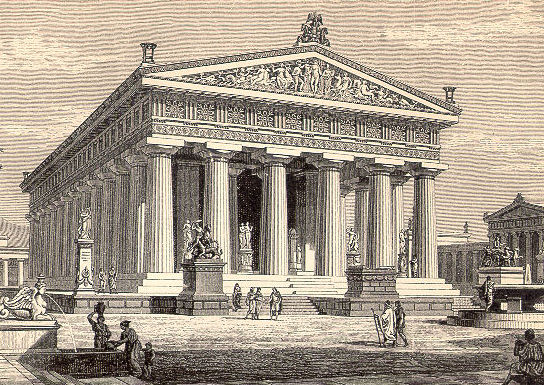
Reconstrucción del antiguo templo griego a Poseidón en Paestum, Italia.

También presidía el lugar un templo a Poseidón cuyas medidas eran las siguientes:
1. Longitud: un estadio.
2. Anchura: trescientos pies.
3. Altura: proporcional a las dos medidas anteriores.

El exterior estaba enteramente recubierto de plata, excepto las cúpulas, las cuales refulgían de oro.
En el interior, en cambio, predominaba el revestimiento de oricalco, siendo la techumbre un caleidoscópico espectáculo multicolor nacido de la unión entre el marfil, el oro, la plata y el propio oricalco.

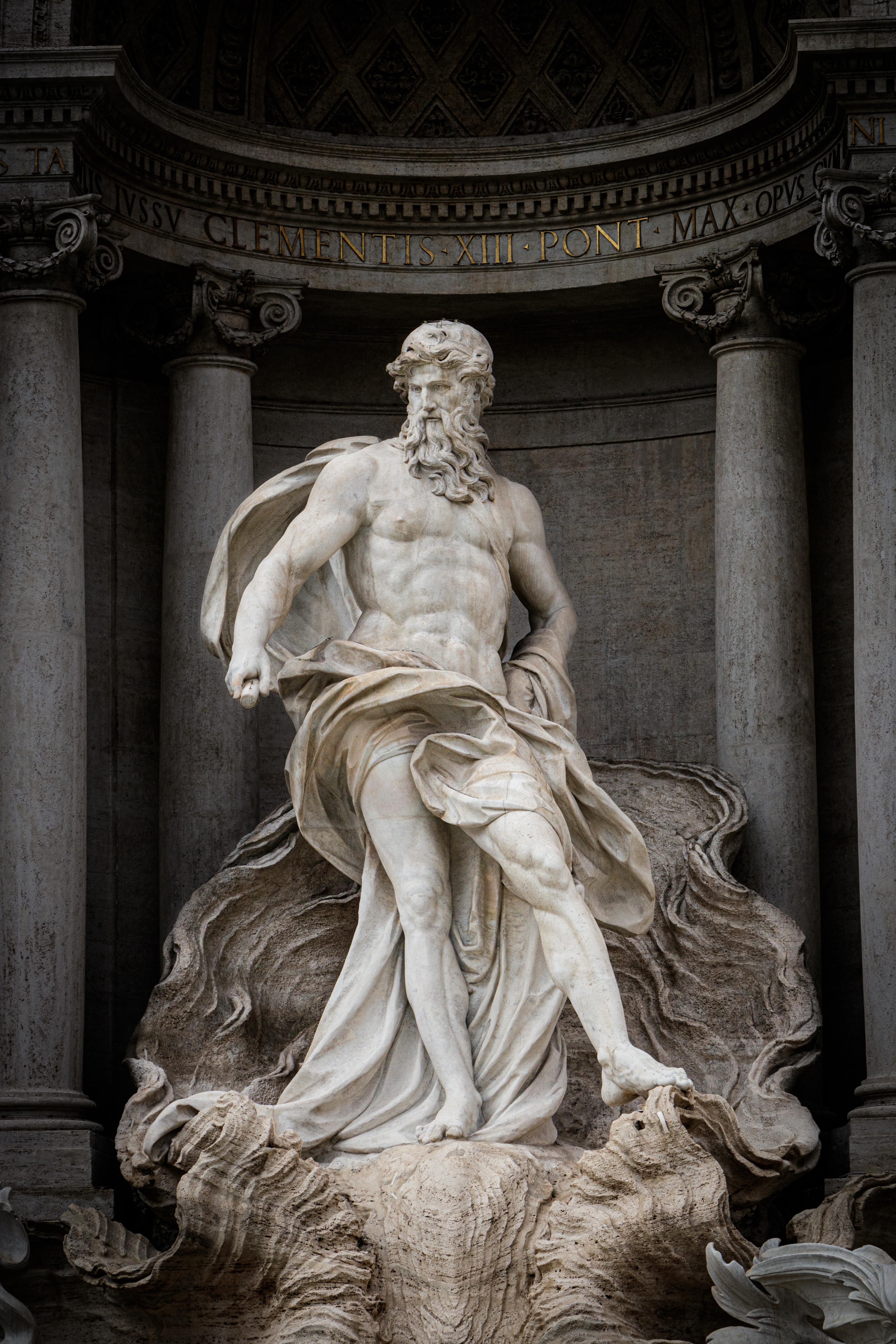
Poseidón, Fontana de Trevi, Roma.

Toda la estancia se hallaba repleta de diversas imágenes de oro, muchas de ellas ofrendas de particulares, resaltando entre todas la grandiosa estatua de Poseidón, de pie sobre un carro sujetando las riendas de seis caballos alados, y rodeado por cien Nereidas sobre delfines.
De idéntica forma se hallaban en el exterior estatuas de oro en gran número, pertenecientes igualmente tanto a la realeza como a particulares autóctonos o extranjeros provenientes de las regiones circundantes.
Existía a su vez un altar acorde en grandeza y excelencia al templo anteriormente descrito.
Por otra parte, se estableció una adecuación del palacio a las características del imperio así como al ordenamiento alrededor del templo. De este modo, las excelentes y cuantiosas fuentes de agua fría y caliente pudieron ser aprovechadas a partir de la construcción de edificios, la plantación de árboles compatibles con la calidad de las aguas, la edificación de cisternas y cubiertas invernales para el baño caliente, así como las que diferenciaban un uso real, privado o público, en exclusividad para la mujer, o destinadas a los caballos y resto de animales de tiro.
Encaminaron la corriente de agua hacia el bosque sagrado de Poseidón, siendo debido a ello la frondosidad y altura de los árboles que allí crecían así como la variedad y belleza presenciadas.
Ya fuera de la metrópoli, el agua recorría la distancia que la separaba hacía los anillos exteriores a través de canales dispuestos en los puentes allí tendidos.
Además de lo descrito hasta ahora, fueron construidos numerosos templos, jardines y gimnasios, así como diversas estancias para caballos, a lo largo de los dos anillos terrestres, sobresaliendo sobre el mayor de ellos un hipódromo de un estadio de ancho. Su ubicación independiente así como su amplia extensión permitía a los caballos expresar libremente su naturaleza.

##### La guardia
Alrededor del hipódromo se dispersaban numerosas estancias pertenecientes a la mayoría de los guardianes, determinándose en función del grado de su fidelidad la cercanía de las mismas a la acrópolis. De este modo, a los que más muestras de virtud dispensaban se les otorgaba el privilegio de convivir circundando a los reyes, o como mínimo residir en el anillo menor, más interno y cercano a palacio.
Los astilleros contenían trirremes y diversas embarcaciones en gran número, además de todo lo necesario para que la navegación fuera posible.
Finalmente, y partiendo desde palacio en dirección al mar, al atravesar los tres puertos existentes, una muralla se extendía en círculo a cincuenta estadios del anillo mayor más externo y de su puerto, cerrándose en la desembocadura del canal al océano. Toda la zona se hallaba densamente poblada. La entrada del mar y el puerto mayor se caracterizaban por rebosar en embarcaciones y comerciantes, venidos tanto de regiones cercanas como distantes, con la consecuente y constante algarabía que sin impedimento alguno se manifestaba de día y de noche.

#### Resto del país (117e-118e)

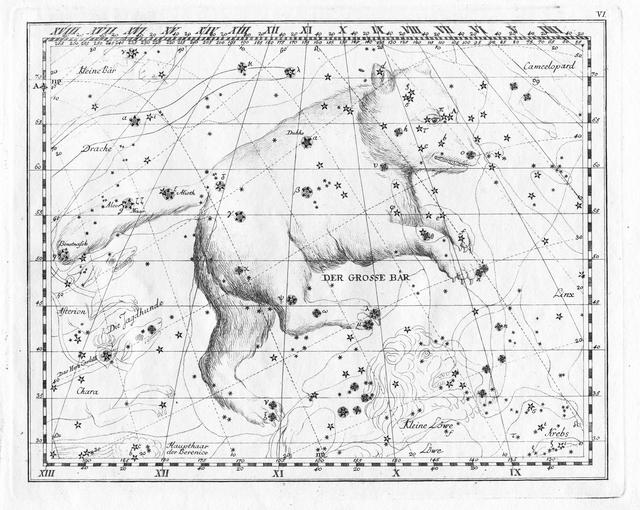
Representación de la Constelación de la Osa Mayor, de Johann Elert Bode (1782).

Del resto de la región se recuerda la áspera y escarpada pendiente que podía visualizarse desde la perspectiva marítima, demasiado elevada y, por tanto, peligrosamente intransitable. Sin embargo, a poco que se elevara la vista sobre la ciudad, podía contemplarse una extremada y suave llanura que la rodeaba, limitada a su vez por diversas montañas que daban a morir al mar. Su forma era oblonga, siendo sus dimensiones tres mil estadios por un lado, y dos mil en el centro desde el mar hacia arriba. Su localización se prestaba a encarar el viento sur, estando protegida por tanto del viento norte, y dando la espalda a la constelación de la Osa Mayor.
El texto enfatiza la majestuosidad, belleza y número de las montañas circundantes, al no tener equiparación alguna con el resto de las existentes. Albergaban y daban cobijo a variadas aldeas así como a caudalosos ríos y lagos, frondosos prados y bosques variados en cantidad y especies, cubriendo con suficiencia todas las necesidades humanas y animales, ya fueran estos domésticos o salvajes.
La naturaleza, unida al tiempo y al esfuerzo procedente de la dedicación de muchos reinados, había transformado la llanura del siguiente modo.
Se conformaba originalmente en toda su extensión prácticamente como un cuadrilátero rectangular, siendo corregido lo que faltaba para dicho acorde por medio de una fosa cavada a su alrededor, cuyas excepcionales medidas fueron, según escuchamos, las siguientes:
1. Profundidad: cien pies.
2. Ancho: un estadio.
3. Longitud: diez mil estadios.

Recibía las corrientes de agua que bajaban de las montañas, alcanzando la ciudad por ambos lados de la llanura, y fluyendo finalmente en el mar.
Habían construido a su vez canales paralelos de cien pies de anchura que discurrían rectos a lo largo de la llanura en idéntica dirección al mar, habilitándose comunicaciones transversales entre ellos, que distaban cien estadios entre sí, y a su vez con la ciudad.
De este modo bajaban la madera de las montañas a la ciudad y proveían por medio de embarcaciones el resto de productos estacionales.
La tierra era cosechada dos veces al año:
1. En invierno, al proveer Zeus el agua necesaria.
2. Y en verano, al aprovechar el agua canalizada que procedía de la tierra.

#### Organización militar (118e-119b)
La llanura contaba a su vez con una distribución por distritos, siendo asignado un jefe en aquellas que dispusiesen de un número suficiente de guerreros.
Las diferentes medidas correspondientes a la llanura y sus distritos eran las siguientes:
En cuanto al número de distritos:
- Llanura: dividida por acanalamiento en seiscientas parcelas.
- Parcela: cada parcela contaba con cien distritos.
- Total: sesenta mil distritos.

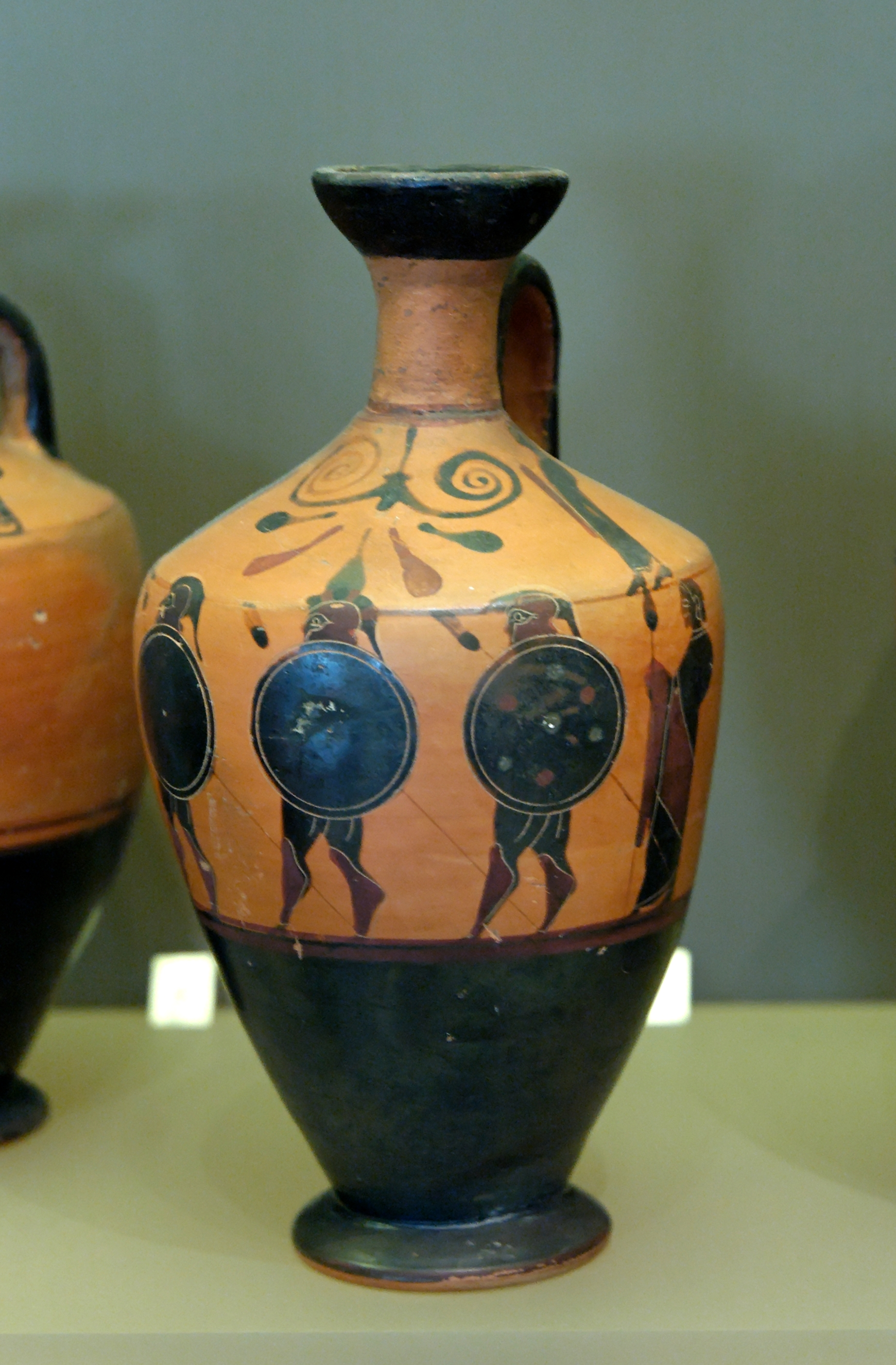
Hoplitas. Lecito ático de figuras negras, 510 a. C.-500 a. C., hallado en la Sala Consilina.

En cuanto a la medida de superficies:
- Llanura: seis millones de estadios al cuadrado.
- Parcela: diez mil estadios al cuadrado cada una.
- Total: cien estadios al cuadrado por distrito.

Respecto a la cuantía de habitantes procedentes de la montaña y del resto de la región era considerada incalculable en número, ponderándose eso sí, una distribución de todos ellos a lo largo y ancho de cada distrito, y siéndoles asignado un jefe según las zonas y las aldeas.
En caso de guerra estaba establecido que cada jefe aportara las siguientes fuerzas terrestres y navales:
1. La sexta parte de un carro de guerra hasta diez mil carros.
2. Dos jinetes a caballo.
3. Dos caballos sin carro.
4. Un infante con escudo pequeño.
5. Un guerrero que lucha sobre el carro y conduce los dos caballos.
6. Dos hoplitas.
7. Dos arqueros.
8. Dos honderos.
9. Tres lanzadores de piedras.
10. Tres lanceros con armamento ligero.
11. Cuatro marineros para cubrir la tripulación de mil doscientas naves.

Hasta aquí queda expuesta la disposición con respecto a la guerra en la ciudad real. Distinta era la distribución en los nueve reinos restantes, lo que conllevaría un tiempo excesivo en su relato y descripción.

#### Gobierno y leyes (119c-120d)
El gobierno del imperio Atlántida estaba regido por los diez reyes, quienes regulaban y aplicaban las leyes sobre la población de hombres de cada reino, incluyendo el castigo y la muerte si así era requerido.
Los fundamentos en la administración de la jurisdicción real y de gobierno nacían de las disposiciones establecidas originalmente por Poseidón, recogidas por los primeros reyes y plasmadas en una Columna de oricalco en forma de constitución y leyes.
Se custodiaba dicha herencia en el Templo de Poseidón ubicado en la isla central, justo donde se reunían habitualmente cada cinco o seis años, para honrar lo par y lo impar.
En dichas reuniones se deliberaban los asuntos acordes a su posición, revisando y señalándose todo aquello que infringiese la constitución y las leyes, con vistas a un juicio consecuente.
Todo veredicto era precedido por las siguientes garantías dadas unos a otros:

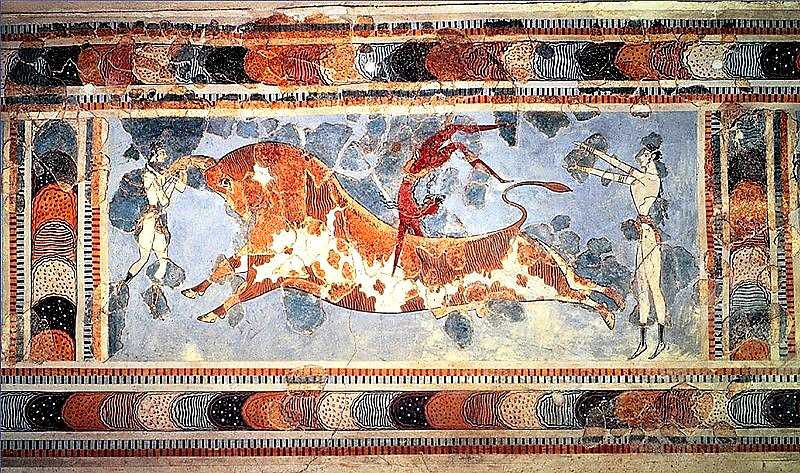
Fresco procedente del palacio de Cnosos con la representación de una escena ritual con un toro.

Suplicaban a Poseidón que eligiese a modo de ofrenda sacrificial un toro de los muchos que se paseaban sueltos por su templo.
A continuación, los diez reyes procedían a cazarlo con maderas y redes, conduciendo y degollándolo en la propia columna para así hacer votos por las leyes escritas.
Se incluía en la misma columna un juramento junto a las leyes, generador de maldiciones a quienes las transgrediesen.
El sacrificio obedecía a las propias leyes, siendo ofrecidos todos los miembros del animal y llenándose a continuación una crátera a partir de diez coágulos de sangre, uno por cada uno.
Después, se limpiaba la columna y se arrojaba el resto al fuego. A efectos de libar sobre las llamas recogían sangre de la crátera a partir de fuentes doradas, jurando juzgar según las leyes otorgadas por Poseidón y obedecer solo a aquel que así las administrara, castigando tanto lo que fuere infringido en el pasado como lo que se premeditara intencionadamente en el futuro.
Una vez llegara la noche y amainara el fuego sacrificial, se vestían con un bellísimo vestido color púrpura, sentándose a continuación junto a las ascuas.
Una vez se hubiese apagado el fuego que circundaba el templo, procedían a juzgarse mutuamente, transcribiéndose los juicios en una tablilla de oro al amanecer, la cual utilizaban de ofrenda junto a las vestimentas.
También se contemplaba como ley especial más importante, tanto no destruirse unos a otros como cooperar entre todos ante cualquier eventual ataque externo a la estirpe de Atlante.
Además, los reyes no podían condenar a muerte a ningún pariente mientras no se aprobase por parte de más de la mitad de la decena real.

### IV. Degeneración de Atlántida y castigo de Zeus (120d-121c)
El motivo por el cual la gran potencia, cuyas características acabamos de describir, envió el dios contra Atenas fue el siguiente.
Durante muchas generaciones obedecieron las leyes divinas, siendo así por su correspondencia entre el dios y su propia naturaleza. Predominaba el pensamiento grandioso y puro sobre todos los demás, afrontaban los avatares inevitables desde la virtud que conjuga suavidad y prudencia, y minimizaban las circunstancias presentes, sobrellevando con facilidad, como una molestia, el peso del oro. Es por ello que el equívoco y la pérdida de autodominio resultaban ausentes en su cotidianidad, al no cultivarse ni el vicio ni la riqueza, y que la vía para tal deferencia nacía de la amistad unida a la virtud común, siendo la honra de bienes externos el medio por el cual se suscitaba la pérdida de la integridad de ánimo y la bondad de vida.
La prosperidad permaneció inalterada hasta llegado el momento en que su parte divina se agotó ante el predominio de lo humano, tantas veces que se mezcló con los mortales. La perversión y la desvergüenza fueron sustitutas de la virtud, confundiéndose la perfección y la felicidad con la injusta soberbia y el poder.

El dios de dioses Zeus, que reina por medio de leyes, puesto que puede ver tales cosas, se dio cuenta de que una estirpe buena estaba dispuesta de manera indigna y decidió aplicarles un castigo para que se hicieran más ordenados y alcanzaran la prudencia. Reunió a todos los dioses en su mansión más importante, la que, instalada en el centro del universo, tiene vista a todo lo que participa de la generación y, tras reunirlos, dijo.
Platón, Critias, 121b-121c.

## Sobre los motivos del carácter inconcluso delCritias
La mayor parte del relato sobre la Atlántida acontece en el Critias, considerándose el inicio del Timeo una introducción al presente diálogo, aunque desde una perspectiva más amplia se podría contemplar como un preámbulo a la trilogía completa planificada por Platón, y que abandonó tras elaborar parte del Critias.
La propuesta de un tercer diálogo, el Hermócrates, resulta evidente en el Timeo ante la promesa de Critias de que todos estarían incluidos en la participación y reparto del trabajo planteado, y también en el Critias al mencionar en la introducción, ante Sócrates y el auditorio, la alusión «cuando le toque a Hermócrates tomar la palabra».
También se establecen las Leyes como reemplazo a lo que Hermócrates hubiera expuesto en el tercer diálogo, como un tratamiento mejor del mismo tema.
Sin embargo, Plutarco, en su Vida de Solón menciona como motivo del carácter inconcluso del Critias no «otras preocupaciones», como el mismo Platón concreta, sino «su avanzada edad», aunque parece ser más una conjetura que una evidencia.

Solón ya había comenzado su gran obra sobre la historia o la leyenda de la Atlántida, que oyó a los eruditos de Sais y estaba relacionada con los atenienses; pero desistió, más que por falta de tiempo, como dice Platón, por la vejez, asustado por la magnitud del relato. Que tenía, por cierto, bastante tiempo libre lo dan a entender las siguientes palabras: me hago viejo aprendiendo siempre muchas cosas. Y, ahora me son gratas las ocupaciones de la Ciprogénea y de Dioniso y de las Musas, que proporcionan placeres a los hombres. Como si se tratara del terreno abandonado de un hermoso campo, pero que en cierto modo le correspondía a él por parentesco, Platón aspiró al honor de arreglar y terminar el asunto de la Atlántida y rodeó el comienzo con amplios vestíbulos, cerramientos y estancias, cual ninguna otra historia, mito o poesía alguna tuvo; pero empezó tarde, y acabó su vida antes que la obra, dándonos motivo, en la medida en que más agrado nos produce lo que está escrito, para tanto más echar de menos lo que quedó por escribir.
Plutarco, Vida de Solón, 31,6-32,2.